# Њу Парис (Пенсилванија)
Њу Парис (енгл. New Paris) град је у америчкој савезној држави Пенсилванија.

## Демографија
По попису из 2010. године број становника је 186, што је 28 (-13,1%) становника мање него 2000. године.
| Група             | 2000.       | 2010.       |
| Белци             | 213 (99,5%) | 181 (97,3%) |
| Афроамериканци    | 0 (0,0%)    | 0 (0,0%)    |
| Азијати           | 1 (0,5%)    | 1 (0,5%)    |
| Хиспаноамериканци | 0 (0,0%)    | 0 (0,0%)    |
| Укупно            | 214         | 186         |